# Nailgunner
Nailgunner war eine finnische Thrash-Metal-Band aus Joutseno, die 2002 gegründet wurde und sich ca. 2008 auflöste.

## Geschichte
Die Band wurde im Jahr 2002 von dem Gitarristen Toni Lötjönen als Slayer-Coverband gegründet, wobei die Besetzung durch den Gitarristen Simo Kukkonen und den Schlagzeuger Jori Sara-aho erweitert wurde. Während der ersten Proben in Joutseno wurde die Idee der Coverband verworfen, stattdessen begann man mit dem Schreiben eigener Lieder. Kurz darauf verließ Kukkonen die Band. Etwas später stieß Juha Lähde am Bass dazu, ehe die Besetzung durch den Gitarristen Toni Huhtiniemi und den Sänger Sami Kettunen gergänzt wurde. 2004 wurde ein erstes Demo unter dem Namen All Life Ends aufgenommen. Im selben Jahr veränderte sich die Besetzung, woraufhin der Gitarrist Jan-Erik Eskelinen und der Gitarrist Tomi Malinen dazustießen. In dieser neuen Besetzung wurde Material für die Split-Veröffentlichung Thermonuklear Thrash Metal Warfare mit Wounds aufgenommen, die 2005 über Bestial Burst Records erschien. Nach nur einem Auftritt wurde Malinen durch Janne Puranen ersetzt. Es wurden daraufhin zwei Lieder für eine weitere Split-Veröffentlichung aufgenommen. Diese erschien 2006 unter dem Namen Outbreak of Evil Vol. III bei Nuclear War Now! Productions mit Gravewürm, Evil Angel und Grippiud. Im selben Jahr begannen die Arbeiten zum Debütalbum. Als die Band mit den Aufnahmen beginnen wollte, gab der Sänger Kettunen seinen Ausstieg bekannt, dem sich Eskelinen kurz darauf anschloss. Als neuer Sänger wurde Jussi Kaskinen gefunden. 2008 erschien über AreaDeath Productions das Debütalbum Apocalypse. Now or Never. Hierauf ist Kalle Nurmi als Ersatz für Eskelinen zu hören, wobei Nurmi auch das Album abmischte und das Engineering übernahm. Nach der Veröffentlichung löste sich die Band auf.

## Stil
Michel „The Lord of Hate“ Renaud von metalcrypt.com ordnete All Life Ends dem Thrash Metal zu. Während man sich am Old-School-Klang orientiere, arbeite man aber auch modernere Elemente mit ein. Der Gesang sei dem Growling ähnlich und würde eher zu einer frühen Death-Metal-Band als zu einer des Thrash Metal passen. Dabei klinge der Gesang so, als würde man vergeblich versuchen wie Desaster zu klingen. Auch die E-Gitarren würden etwas an Death Metal erinnern. Insgesamt könne man alte Slayer, alte Metallica sowie Whiplash als Referenz heranziehen. Jesse Light schrieb in seiner Rezension zu Apocalypse. Now or Never, dass hierauf schneller Thrash Metal im Stil von alten Sodom und Destruction enthalten ist, wobei auch er Death-Metal-Spuren ausmachte. Charakteristisch seien Doublebass, schnelle Riffs und Soli sowie ein rauer und schwer verständlicher Gesang.

## Diskografie
- 2004: All Life Ends (Demo, Eigenveröffentlichung)
- 2005: Thermonuklear Thrash Metal Warfare (Split mit Wounds, Bestial Burst Records)
- 2006: Outbreak of Evil Vol. III (Split mit Gravewürm, Evil Angel und Grippiud, Nuclear War Now! Productions)
- 2008: Apocalypse. Now or Never (Album, AreaDeath Productions)